# Rázós futam
A Rázós futam (Shaker Run) egy 1985-ös új-zélandi akciófilm. Joseph Garofalo története alapján a forgatókönyvet Henry Fownes írta és a filmet Bruce Morrison rendezte. A főszerepekben Cliff Robertson, Leif Garrett, Lisa Harrow és Shane Briant láthatóak. A film cselekménye egy autóversenyző, egy doktornő, egy ellopott vírus és az őket üldöző ügynökök körül zajlik.

## Történet
|  | Alább a cselekmény részletei következnek! |

Judd Pierson egykor ígéretes autóversenyző volt, mostanában azonban kaszkadőrmutatványokkal szórakoztatja a közönséget. Látványshow-jával épp Új-Zélandon tengődik lelkes szerelőjével, Casey-vel, akivel várják, hogy végre jobb irányt vegyen a sorsuk. Ugyanekkor ugyanitt egy szigorúan titkos katonai laboratóriumból egy újonnan kitenyésztett, halálos baktérium kicsempészését szervezi egy ottani orvosnő, Dr. Christine Rubin és barátja. A férfi CIA kapcsolatához kellene a doktornőnek eljuttatnia a vírust, erre a feladatra a nő a vérbeli profi, ámde mit sem sejtő autóversenyzőt kéri fel. Judd jó pénzért rá is áll a fuvarra, bár nemsokára gyanítani kezdi, hogy a dolgok nincsenek rendjén egy ilyen ajánlat körül. A lopást persze hamar észreveszik, így gyorsan menekülniük kell, hogy minél előbb kijuttassák az országból a veszélyes anyagot. Judd, Casey és a doktornő így indulnak egy őrült hajszára, melyben mindennél fontosabb, hogy gyorsabbak legyenek üldözőiknél, és időben kijuttassák a baktériumot Új-Zélandról...
|  | Itt a vége a cselekmény részletezésének! |

## Szereposztás
| Színész         | Szerep              | Magyar hang        |
| --------------- | ------------------- | ------------------ |
| Cliff Robertson | Judd Pierson        | Csikos Gábor       |
| Leif Garrett    | Casey Lee           | Pusztaszeri Kornél |
| Lisa Harrow     | Dr. Christine Rubin | Menszátor Magdolna |
| Shane Briant    | Paul Thoreau        | Kozák András       |
| Peter Rowell    | Mr. Carney          | Kaszás Attila      |
| Peter Hayden    | Michael Connoly     | Dózsa László       |
| Ian Mune        | Barry Gordon        | Versényi László    |
| Bruce Phillips  | Dr. Marshall        | Dunai Tamás        |